# Suha Ričina
Vela Rika (domaće-čakavski u Baški) ili Suha Ričina (zapadnije iz Punta), tj. novi umjetni naziv Bašćanska Ričina, je rječica ili veći potok i dijelom ponornica na jugoistoku otoka Krka. Napomena: prvotno je Suha Ričina izvorni domaći naziv primorskog potoka uz Novi Vinodolski (a ne na Krku). Donedavna je Vela Rika u donjem toku između Jurandvora i Baške još primala 2 pritoke tj. potoci Mala Rika i Santiš, koji se sada nakon regulacije slijevaju u bašćansku kanalizaciju. 

## Opis
Vela Rika (krčka Suha Ričina) je najveći i jedini stalni vodotok na hrvatskim otocima, koja prima sve oborinske vode čitave bašćanske doline na jugoistočnom Krku. Na tom potoku su i jedini otočni slapovi na Jadranu visine 7m i 12m: slap Velababa odmah ispod izvorišta pod vrhom Veli Hlam i drugi slap Žanac uz cestu uzvodno od Drage Bašćanske. Izvire iz lokve na istočnoj strmini središnjeg krčkog vrha Veli Hlam (442 m) iznad Vrbnika, zatim teče kroz bašćansku dolinu i naselja Draga Bašćanska i Jurandvor, potom kroz Bašku, pa se kod autokampa Zablaće na jugu Baške ulijeva u Jadransko more.
Vela Rika (krčka 'Suha Ričina') duga je ukupno 12 km. Ljeti u srednjem koritu (između Drage i Jurandvora) dijelom presuši, zato što kod gornjeg zaselka Sv. Juraj (čakav. Šuraje) većinom ponire u špiljski ponor Kanali kojime tada izvire na sjeveroistočnoj obali kao jača morska vrulja pod brdom Butinj istočno od Vrbnika. Naprotiv pri većem vodostaju ima stalni površinski tok pa u jesen i proljeće toliko nabuja, da joj korito osobito u njenom gornjem toku (gdje je zapušteno i neregulirano) nije u stanju prihvatiti sve vode, te poplavljuje. Zbog toga se u svrhu regulacije vodotoka Suhe Ričine i radi navodnjavanja Bašćanskog polja planira gradnja akumulacije Žanac u gornjem dijelu u tjesnacu kod slapova Baba.
Na Veloj Riki je u nedavnim stoljećima radilo čak pet vodenica, od kojih je zadnja uz zaselak Šuraje (Sv. Juraj) još očuvana i konzervirana do danas.
Na lokacijama uz Velu Riku (krčku 'Suhu Ričinu') pronađen je fosil morskog pauka i fosili morskih puževa  iz eocena, danas su izloženi u Prirodoslovnom Muzeju Rijeka.

## Vanjske poveznice
- Općina Baška  Arhivirana inačica izvorne stranice od 31. ožujka 2008. (Wayback Machine)
- Fotografija Vele Ričine na portalu destinacije.com[neaktivna poveznica]